# طابع الزئبق الأحمر (طابع الصحف)
طابع الزئبق الأحمر، أو الطابع المتوهج ”الزئبق القرمزي“ - هو أندر طوابع الصحف النمساوية. طبع لإرسال الصحف بالبريد في النمسا ومملكة لومبارديا فينيشيا.

## التاريخ
ظهرت طوابع الصحف النمساوية لأول مرة في عام 1851. وقد صوَّرت هذه الطوابع صورة عطارد، إله الرسل الروماني، ولم تكن تحمل أسماء، وكان لون الطابع يشير إلى القيمة. وكان اللون الأزرق يشير إلى سعر 6/10 كرونات للصحيفة الواحدة، والأصفر لعشر صحف (6 كرونات)، والوردي لـ50 صحيفة (30 كرونة). كانت الفئات الأعلى تُطبع على أغلفة حزم الصحف وغالباً ما يتخلص منها.
في عام 1856، صدر طابع أحمر أو قرمزي اللون يحمل تصميم ميركوري يباع بستة كرونات - 30 سنتاً لمظروف حزمة بريد من 10 صحف. إلا أنه سرعان ما حل محله تصميم جديد يصور فرانز جوزيف صدر في عام 1858، ولم ينج منه سوى عدد قليل من النسخ.

## التقييمات
وقد بيعت نسخة غير مستعملة، بدون صمغ وقصيرة من الجانب الأيسر، في مزاد علني بقيمة 23,000 مارك ألماني من قبل مجموعة آند لانج في عام 1996. وقد قدرت المزادات الأخيرة قيمتها بحوالي 40,000 دولار أمريكي. وقيّمها فهرس إيفرت لعام 2005 بمبلغ 60,000 يورو (75,000 إذا كانت مستعملة).
في 7 فبراير 2008، بيعت نسخة أصلية غير مستعملة في مزاد علني في فيينا مقابل 26,000 يورو.
عُرضت نسخة أصلية غير مستخدمة من طابع الزئبق الأحمر تحتوي (صمغ أصلي) في مزاد علني بسعر 40,000 يورو بالإضافة إلى عمولة من قبل أوكتيونهوس فيلزمان في دوسلدورف في 5 نوفمبر 2015.